# Skiba

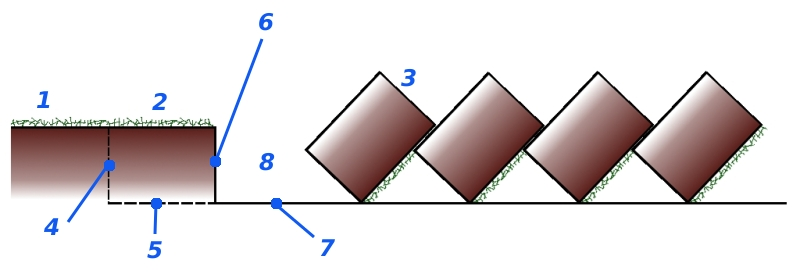
Schemat orki: 1,2 – calizna, 3 – skiba, 4 – głębokość orki, 5 – szerokość skiby, 6 – ściana bruzdy, 7 – dno bruzdy, 8 – bruzda

Skiba – wąski pas roli podcięty lemieszem pracującego pługa, odwrócony i odłożony na bok w czasie orki. Pługi tradycyjne odkładają skiby tylko w jedną stronę - w prawo, natomiast pługi obracalne i wahadłowe - w prawo lub w lewo, dzięki czemu można wykonać orkę jednostronną.